# 5. krajiška brigada (NOVJ)
Za druge 5. brigade glejte 5. brigada.
5. krajiška brigada je bila brigada v sestavi Narodnoosvobodilne vojske in partizanskih odredov Jugoslavije in ki je delovala med drugo svetovno vojno na področju Kraljevine Jugoslavije.

## Zgodovina
Brigada je bila ustanovljena 23. septembra 1942 s 4 bataljoni, pri čemer je skupaj imela okoli 1.200 borcev.

## Organizacija
- štab
- 4x bataljon